# Великий Інший
Інший (від фр. autre/Autre). “Інший» є, можливо, одним із найскладніших понять Лакана. Коли Лакан вперше використовує цей термін у 1930-ті роки, він ще не має особливого навантаження, і означає просто «інші люди». Хоча Фройд свого часу використовував термін «інший», говорячи про der Andere (інша людина) та das Andere (іншість), виглядає на те, що Лакан запозичив цей термін у Гегеля, вступ до вчення якого він отримав під час лекцій, прочитаних Александром Кожевим у Ecole des Hautes Etudes у 1933-1939 роках.
У 1955 році Лакан вводить розрізненням між «маленьким іншим» («іншим») та «великим Іншим» («Іншим»), і це розрізнення продовжує відігравати центральну роль у його роботах аж до завершення кар’єри Лакана. Від цього моменту у лаканіанській алгебрі великий Інший позначається як «А» (від «Autre», фр. «інший»), а маленький інший як «а» (маленька та похила «а»). Лакан наголошує, що розуміння різниці між ними є фундаментальним для аналітичної практики: аналітик має бути «цілком просякнуим» різницею між «А» та «а», щоб мати змогу зайняти місце Іншого, а не іншого.

## Маленький інший
Лакан наголошував на тому, щоб залишати термін objet petit a (Objet petit a: об’єкт маленьке а, або маленький інший, він фр. autre) без перекладу для того, щоб “він набув статусу алгебраїчного знаку». Цей символ вперше з’явився у працях Лакана 1955 року. Він завжди вживається з маленькою та нахиленою «а», на противагу «А», як позначенню великого Іншого. На відміну від великого Іншого, що позначає радикальну інакшість, яку не можна подолати, маленький інший – це «інший, який зовсім не є іншим, оскільки в остаточному рахунку він поєднаний з его, у відносинах, що завжди є рефлексивними та взаємними». Таким чином у схемах Лакана «а» може позначати як его, так і двійника/дзеркальний образ, і є чітко приналежним до уявного порядку.
У 1957 році Лакан запровадив матему фантазії ($◊a), в якому «а» починає трактуватися як об’єкт бажання. Це уявний частковий об’єкт, об’єкт, який уявляється як щось, що можна відокремити від решти тіла. З цього моменту Лакан починає розрізняти «а» як об’єкт бажання та дзеркальний об’єкт, що його він тепер позначає як і(а). 
Під час семінару 1960-го року Лакан визначає objet petit a терміном агальма (від гр. agalma, грецький термін, що означає славу, прикрасу, жертва богам або маленька фігурка бога), який він запозичує з «Бенкету» Платона. Так само як агальма є цінним об’єктом, захованим всередині відносно безвартісної скриньки, так і objet petit a є об’єктом бажання, який ми шукаємо в іншому.
Починаючи з 1963 року «а» все більше набирає значення Реального, хоча й ніколи повністю не втрачає свій уявний статус (у 1973 році Лакан все ще стверджує, що цей об’єкт має уявний характер). З цього моменту «а» позначає об’єкт, яким ми ніколи не зможемо заволодіти, який насправді є причиною бажання, аніж тим, до чого прагне бажання. Саме тому Лакан називає його «об’єктом-причиною” бажання. Objet petit a – це будь-який об’єкт, який запускає у дію бажання, особливо часткові об’єкти, які визначають потяги. Потяги ніколи не прагнуть заволодіти objet petit a. Вони просто циркулюють навколо нього. Objet petit a є заразом об’єктом тривоги, і остаточним незнищенним резервуаром лібідо. Він відіграє ключову роль у тій концепції лікування, яке пропагував Лакан, у якому аналітик має подати себе як видимість objet petit a, причини бажання аналізованого.
У семінарах 1962-63-го та 1964-го років objet petit a визначається як залишок, що не був інтегрований під час встановлення символічного порядку у Реальному. Ця позиція отримала подальший розвиток у семінарах Лакана 1969-70-их років, де він розвиває свою формулу чотирьох дискурсів. У дискурсі господаря один позначник намагається репрезентувати суб’єкта для всіх інших позначників, але неминуче породжує залишок/надлишок (у Лакана ці два поняття є певною мірою тотожними, як позначення для невдачі тоталізації). Цей надлишок і є objet petit a, надлишком значення та надлишкового задоволення (plus-de-jouir). Цей останній термін Лакан розвинув із посиланням на надлишкову вартість Маркса: «а» є надміром jouissance(задоволення), яке не має «вжиткової вартості», а є чистим задоволенням.
У 1973 році Лакан поєднує objet petit a з поняттям видимості, стверджуючи, що «а» - це «видимість існування». У 1974 році він поміщає його у центр Боромівського вузла, де сходяться усі три порядки (Уявне, Символічне та Реальне).

## Великий Інший
На противагу до маленького іншого, великий Інший позначає радикальну іншість, іншість, яка перевершує ілюзорну іншість уявного, оскільки її неможливо асимілювати завдяки ідентифікації. Лакан ставить знак рівності між цією радикальною іншістю та мовою і законом, і таким чином великий Інший вписується у порядок символічного. Навіть більше, великий Інший і є символічним порядком тією мірою, якою він партикуляризується для кожного окремого суб’єкта. Інший є, отже, також іншим суб’єктом у його радикальній інакшості та унікальності, яку неможливо асимілювати, але водночас символічним порядком, який виступає посередником у наших відносинах з іншим суб’єктом.
Однак значення «Іншого як іншого суб’єкта” є вторинним до значення «Іншого як символічного порядку»; «Іншого потрібно в першу чергу розуміти як місце, місце, де утворюється мовлення». Таким чином ми можемо вести мову про Іншого як суб’єкта лише у вторинному сенсі, у тому сенсі, що суб’єкт може зайняти цю позицію, а отже “втілити» Іншого для іншого суб’єкта.
Стверджуючи, що мовлення народжується не в его, і навіть не у суб’єкті, а в Іншому, Лакан наголошує те, що мовлення та мова перебувають поза нашим свідомим контролем: вони походять з іншого місця, з-поза свідомості, і тому «несвідоме є дискурсом Іншого». Розуміючи Іншого як місце, Лакан відсилає нас до Фройдової психічної топіки, де несвідоме описується як «інше місце».
Першою позицію великого Іншого для дитини займає матір, оскільки саме вона приймає примітивні крики дитини і ретроактивно надає їм значення як певним повідомленням. Комплекс кастрації формується тоді, коли дитина відкриває для себе, що цей Інший є неповним, що він позначений певною нестачею. Іншими словами, серед скарбниці позначників, які складають собою Іншого, якийсь позначник завжди є відсутнім. Таким чином мітичний повний Інший не існує. У 1957 році Лакан ілюструє цю неповноту Іншого, проводячи через символ «А» перехресну лінію. Звідси іншою назвою кастрованого, неповного іншого є перекреслений Інший.
Інший є також «Іншою статтю». Інша стать – це завжди жінка, як для суб’єктів жіночого, так і для суб’єктів чоловічого роду: «чоловік функціонує тут як перемикач, завдяки якому жінка стає цим Іншим для себе самої тією мірою, якою вона є Іншим для нього».

## Зовнішні посилання
- Великий Інший не існує
- Object a як внутрішня межа капіталізму: критика Майкла Хардта та Антоніо Негрі